# Edith Maude Hull
Edith Maude Hull (también conocida como E. M. Hull y  Edith M. Hull) (1880–1947) fue una novelista británica conocida sobre todo por la novela romántica El árabe que se convirtió en un superventas internacional en 1921.
E. M. Hull era el seudónimo de Edith Maude Winstanley de soltera Henderson. A esta novela se le atribuye empezar el género muy popular del "romance desértico". Hull siguió El árabe con las novelas La sombra de Oriente, El sanador del desierto, y Los hijos del árabe.

## Carrera
Nacida como Edith Maude Henderson en el Borough de Hampstead, Londres, el 16 de agosto de 1880.  Hull tuvo sus escarceos con la escritura de ficción a finales de la década de 1910 mientras su marido estaba luchando en la Primera Guerra Mundial. El árabe, primer fruto de su esfuerzo, se publicó por vez primera en Inglaterra en 1919 y rápidamente se convirtió en un éxito de ventas internacional, colocándola entre los diez mejores superventas de Publishers Weekly tanto en el año 1921 como en 1922. El libro de Hull rápidamente vendió más de 1,2 millón de copias por todo el mundo.
Se incrementaron las ventas aún más cuando Paramount hizo la versión para el cine: The Sheik en 1921, que lanzó a Rodolfo Valentino a la inmortalidad cinematográfica como el mayor de los "amantes" en el cine mudo.  
Hull siguió escribiendo en los años treinta y la novela de 1925 Hijos del árabe también tuvo un éxito tremendo, como la versión filmada Hijo del caíd, que de nuevo fue protagonizada por Valentino.
Hull murió a los 66 años de edad el 11 de febrero de 1947. Murió en Hazelwood, en la parroquia de Duffield, Derbyshire.

## Obras
- The Sheik (El árabe), 1919
- Shadow of the East, 1921
- Sons of the Sheik, 1925
- Camping in the Sahara, 1926
- The Lion Tamer, 1928
- The Captive of the Sahara, 1931
- The Forest of Terrible Things (título en EE. UU.: Jungle Captive), 1939